# Kiarapedes (plaats)
Kiarapedes is een bestuurslaag in het regentschap Purwakarta van de provincie West-Java, Indonesië. Kiarapedes telt 2720 inwoners (volkstelling 2010).